# Rio Itabapoana
Rio Itabapoana är ett vattendrag i Brasilien. Det ligger i den sydöstra delen av landet, 900 km sydost om huvudstaden Brasília.
Omgivningen kring Rio Itabapoana är en mosaik av jordbruksmark och naturlig växtlighet.